# 張龍 (弘治進士)
張龍（1470年—1522年），字汝言，直隸松江府上海縣人，太醫院籍，明朝政治人物。

## 生平
弘治十一年（1498年）戊午科順天鄉試舉人，弘治十五年（1502年）中式壬戌科進士，授行人司行人。其善於鑽營，與壽寧侯通譜，得以結交宦官、勳戚。擢兵科給事中。後來依附權臣劉瑾，正德二年（1507年）得升通政司右參議。劉瑾伏誅，張龍謫灤州知州。隨即又認朱寧為父，起嘉興府同知，遷登州府知府。朝覲入都，再升通政司右通政。嘉靖初年，下獄論死。

## 家族
曾祖張逢吉，祖張翌，父張慶，前母潘氏；嫡母曾氏；生母顧氏。